# 中学への算数
『中学への算数』（ちゅうがくへのさんすう）は、東京出版が発行している雑誌。基本的に月刊誌で、増刊号も発行される。中学受験を控えた小学生を読者として想定し、入学試験で算数において高得点を取れるようになることを目的としている。具体的な内容は以下参照。
なお読者の間では『中数』（ちゅうすう）の略称で呼ばれる。出版社自らが「中数」を名乗っている。

## 内容
一般に流通する教科書傍用の問題集よりは難しく、算数において十分な実力が定着している生徒や、難関中学の受験者向け。主に難関国立中学・私立中学の入試問題を中心に扱っている。4月号から翌年3月号までの1年分で、中学受験の範囲を網羅している。毎月、計算、一行題、数、図形、文章題がバランスよく出題されるレベルアップ演習と、1ヶ月通して毎月のカテゴリーを極める日々の演習、思考力を使う、少しむずかしい問題が載っている学力コンテストと中数オリンピックがある。毎年4月と5月は灘、筑波大学附属駒場、開成、麻布、聖光学院、東大寺、桜蔭などの難関校の入試算数の分析が行われている。その他の項目としては、発展演習、長文の演習、中数模試、立体工房、科学のお話、パズルコーナーがある。

## 『中学への算数』増刊号 (2024年現在)[3]
- 合格を決めるキーポイント（4月増刊）
- 必ず解きたい算数の100問（6月増刊）
- 有名進学塾の算数模試（10月増刊）

## 書籍（2025年1月現在）[4]
- プレ・中学への算数（Vol.01～04セット）（現在は販売していません。）
- 秘伝の算数シリーズ（全3冊）
- 合格パズルシリーズ（全4冊）
- 単問チェックシリーズ
- カードで鍛える図形の必勝手筋シリーズ
- ステップアップ演習
- 算数プラスワン問題集
- 算数／合格へのチャレンジ演習
- 親と子の算数アドベンチャー
- ピーターフランクルの算数教室
- ピーターフランクルと中学入試を楽しく解こう
- 計算名人免許皆伝
- 有名塾の算数分野別問題セット（全3冊）